# Montvicq
Montvicq é uma comuna francesa na região administrativa de Auvérnia-Ródano-Alpes, no departamento Allier. Estende-se por uma área de 9,96 km². Em 2010 a comuna tinha 748 habitantes (densidade: 75,1 hab./km²).